# Starkey (Nueva York)
Starkey es un pueblo ubicado en el condado de Yates en el estado estadounidense de Nueva York. En el año 2020 tenía una población de 3407 habitantes y una densidad poblacional de 40.04 personas por km².

## Geografía
Starkey se encuentra ubicado en las coordenadas 42°31′12″N 77°56′55″O / 42.52000, -77.94861.

## Demografía
Según la Oficina del Censo, en 2000 los ingresos medios por hogar en la localidad eran de $29 337, y los ingresos medios por familia eran $34 453. Los hombres tenían unos ingresos medios de $28 750 frente a los $20 583 para las mujeres. La renta per cápita para la localidad era de $14 861. Alrededor del 19.3 % de la población estaban por debajo del umbral de pobreza.